# Vaudricourt (Pas-de-Calais)
Vaudricourt település Franciaországban, Pas-de-Calais megyében. Lakosainak száma 1129 fő (2022. január 1.). Vaudricourt Fouquières-lès-Béthune, Drouvin-le-Marais, Hesdigneul-lès-Béthune, Houchin és Verquin községekkel határos.

## Népesség
A település népessége az elmúlt években az alábbi módon változott:
| Lakosok száma | 886  | 925  | 969  | 971  | 1006 | 1054 | 1079 | 1104 | 1129 |
|               | 2013 | 2015 | 2016 | 2017 | 2018 | 2019 | 2020 | 2021 | 2022 |